# 고양 소노 스카이거너스
고양 소노 스카이거너스(영어: Goyang Sono Skygunners)는 대한민국 경기도 고양시를 연고로 하는 프로 농구단이다. 경기도 고양시 일산서구 대화동에 위치하는 고양 소노 아레나를 홈 구장으로 사용한다.

## 역대 감독
| 순번 | 재임 기간        | 이름   |
| ---- | ---------------- | ------ |
| 1대  | 2022.5 ~ 2024.11 | 김승기 |
| 2대  | 2024 ~ 2025      | 김태술 |
| 3대  | 2025 ~           | 손창환 |

## 선수 명단

#### 군입대 선수들
| 번호 | 포지션 | 이름   | 데뷔년도 | 이적년도 | 군 입대년도 |
| ---- | ------ | ------ | -------- | -------- | ----------- |
| 17   | 가드   | 김근호 | 2017     |          | 2018        |
| 55   | 가드   | 김진유 | 2016     |          | 2019(상무)  |

## 참고 문헌
- “스포츠지원포털 등록 현황”. 대한체육회.